# Digitale detox

Digitale detox (letterlijk "digitaal ontgiften") betekent doelbewust een pauze inlassen in het gebruik van digitale apparaten, om overmatige schermtijd te beperken en offline-activiteiten te bevorderen. Deze praktijk is ontstaan als reactie op het toenemende gebruik van digitale technologie, en meer bepaald vanuit de bezorgdheid over de impact van schermverslaving op de gezondheid en het mentale welzijn. Middelen daartoe variëren van het stellen van grenzen aan het gebruik van apparaten tot volledige onthouding, soms ondersteund door speciale retraites of reispakketten. Hoewel "digitale detox" in vele gevallen positieve effecten heeft opgeleverd inzake concentratie, relaties en algeheel welzijn, kan het ook de sociale druk en de angst om dingen te missen (FOMO) vergroten.  